# Salea gularis
Salea gularis är en ödleart som beskrevs av  Edward Blyth 1853. Salea gularis ingår i släktet Salea och familjen agamer. Inga underarter finns listade i Catalogue of Life.
Enligt den ursprungliga beskrivningen hittades ödlan vid "Mirzapore" på den indiska halvön utan närmare förklaring var denna plats ligger.